# 루 템플
루 템플(Lew Temple, 1967년 10월 2일 ~ )은 미국의 배우이다.

## 출연 작품
- BIFAN2020 판타스틱 단편 걸작선 1 (2020)
- 잠들지 못하는 로라 (2020)
- 비커밍 (2020)
- 컴, 세드 더 나이트 (2018)
- 어 보이 콜드 세일보트 (2018)
- 나이트 오브 워킹데드 (2018)
- 더 아이언 오차드 (2018)
- 타임루프 : 벗어날 수 없는 (2017)
- 위 아 패밀리 (2017)
- 키드냅 (2017)
- 무서운 집 (2016)
- 31 (2016)
- 셀링 이소벨 (2016)
- 임팩트 어스 (2015)
- 더 그레이스 오브 제이크 (2015)
- 어 파이팅 시즌 (2015)
- 아메리칸 가비지 헤드 (2015)
- 더 언라이클리즈 (2015)
- 카모플라쥬 (2014)
- 럭키 도그 (2014)
- 아틀라스 슈러그드: 파트 3 (2014)
- 랩 댄스 (2014)
- 위키드 블러드 (2014)
- 좀벡스 (2013)
- 세이빙 링컨 (2013)
- 어둠 속에서 (2013)
- 론 레인저 (2013)
- 고스트 킬러: 모니카 (2012)
- 로우리스 : 나쁜 영웅들 (2012)
- 크로스: 신의후예 (2011, Cross)
- 랭고 (2011)
- 갱 랜드 러브 스토리 (2010)
- 오티스 E. (2010)
- 킬링 자 (2010)
- 언스토퍼블 (2010)
- 해피 인 더 밸리 (2009)
- 썸원스 노킹 앳 더 도어 (2009)
- 사일런트 나이트, 좀비 나이트 (2009)
- 하우스 (2008)
- 노 맨스 랜드 - 라이즈 오브 리커 (2008)
- 트레일러 파크 오브 테러 (2008)
- 웨이트리스 (2007)
- 할로윈: 살인마의 탄생 (2007)
- 헤븐스 폴 (2006)
- 비지테이션 (2006)
- 컴 얼리 모닝 (2006)
- 텍사스 전기톱 연쇄살인사건 - 0 (2006)
- 데자뷰 (2006)
- 살인마 가족 2 (2005)
- 도미노 (2005)
- 롤링 캔사스 (2003)
- 21 그램 (2003)
- 온 더 보더라인 (2001)
- 레드 잉크 (2000)
- 신 - 더 무비 (2000)
- 슬리핑-다운 라이프 (1999, A Slipping-Down Life)
- 뉴튼 보이즈 (1998)
- 골든 보이 (1995)
- 더티 페어 플래시 (1994)
- 제이슨가의 초상 (1994)
- 외야의 천사들 (1994)
- 시티 레인져 (1993)